# Torneo Pre Sudamericano
Il Torneo Pre Sudamericano fu un torneo di pallavolo maschile per squadre di club argentine organizzato dall'ACLAV, che qualificava la formazione vincitrice al campionato sudamericano per club.

## Formula
Il torneo prevedeva la partecipazione dei vice-campioni di Argentina in carica, del club vincitore della Coppa ACLAV e delle migliori due classificate al termine del girone d'andata (weekend 6) della Liga Argentina de Voleibol nella stagione corrente, che si affrontavano in gara unica dando vita a semifinali e finali.

## Albo d'oro
| Edizione         | Edizione              |  | Podio        | Podio                                     | Podio     |
| Anno             | Sede finale           |  | Campione     | Risultato                                 | Finalista |
| ---------------- | --------------------- |  | ------------ | ----------------------------------------- | --------- |
| 2014 Dettagli    | Lomas de Zamora       |  | Boca Juniors | 3 - 1 (26-24, 20-25, 25-22, 25-21)        | Lomas     |
| 2015 Dettagli    | San Carlos de Bolívar |  | Lomas        | 3 - 2 (22-25, 29-31, 26-24, 25-22, 16-14) | Bolívar   |
| 2016 Dettagli    | San Carlos de Bolívar |  | Bolívar      | 3 - 0 (22-25, 25-18, 26-24, 25-27, 15-8)  | Lomas     |
| 2017 Dettagli    | San Carlos de Bolívar |  | Bolívar      | 3 - 1 (25-20, 25-23, 20-25, 25-22)        | Ciudad    |
| 2017-18 Dettagli | San Juan              |  | Lomas        | 3 - 1 (25-20, 19-25, 25-22, 25-23)        | UPCN      |

## Palmarès
| Squadre      | Titoli | Stagioni      |
| ------------ | ------ | ------------- |
| Bolívar      | 2      | 2016, 2017    |
| Lomas        | 2      | 2015, 2017-18 |
| Boca Juniors | 1      | 2014          |